# Mã quốc gia: R
- A
- B
- C
- D–E
- F
- G
- H–I
- J–K
- L
- M
- N
- O–Q
- R
- S
- T
- U–Z

## Réunion
| ISO 3166-1 numeric 638        | ISO 3166-1 alpha-3 REU | ISO 3166-1 alpha-2 RE              | Tiền tố mã sân bay ICAO FME     |
| Mã E.164 +262                 | Mã quốc gia IOC —      | Tên miền quốc gia cấp cao nhất .re | Tiền tố đăng ký sân bay ICAO F- |
| Mã quốc gia di động E.212 647 | Mã ba ký tự NATO REU   | Mã hai ký tự NATO (lỗi thời) RE    | Mã MARC LOC RE                  |
| ID hàng hải ITU 660           | Mã ký tự ITU REU       | Mã quốc gia FIPS RE                | Mã biển giấy phép F             |
| Tiền tố GTIN GS1 —            | Mã quốc gia UNDP REU   | Mã quốc gia WMO RE                 | Tiền tố callsign ITU —          |

## România
| ISO 3166-1 numeric 642        | ISO 3166-1 alpha-3 ROU | ISO 3166-1 alpha-2 RO              | Tiền tố mã sân bay ICAO LR       |
| Mã E.164 +40                  | Mã quốc gia IOC ROU    | Tên miền quốc gia cấp cao nhất .ro | Tiền tố đăng ký sân bay ICAO YR- |
| Mã quốc gia di động E.212 226 | Mã ba ký tự NATO ROU   | Mã hai ký tự NATO (lỗi thời) RO    | Mã MARC LOC RM                   |
| ID hàng hải ITU 264           | Mã ký tự ITU ROU       | Mã quốc gia FIPS RO                | Mã biển giấy phép RO             |
| Tiền tố GTIN GS1 594          | Mã quốc gia UNDP ROM   | Mã quốc gia WMO RO                 | Tiền tố callsign ITU YOA-YRZ     |

## Nga
| ISO 3166-1 numeric 643        | ISO 3166-1 alpha-3 RUS | ISO 3166-1 alpha-2 RU              | Tiền tố mã sân bay ICAO UE, UH, UI, UL, UN UO, UR, US, UU, UW |
| Mã E.164 +7                   | Mã quốc gia IOC RUS    | Tên miền quốc gia cấp cao nhất .ru | Tiền tố đăng ký sân bay ICAO RA-                              |
| Mã quốc gia di động E.212 250 | Mã ba ký tự NATO RUS   | Mã hai ký tự NATO (lỗi thời) RS    | Mã MARC LOC RU                                                |
| ID hàng hải ITU 273           | Mã ký tự ITU RUS       | Mã quốc gia FIPS RS                | Mã biển giấy phép RUS                                         |
| Tiền tố GTIN GS1 460-469      | Mã quốc gia UNDP RUS   | Mã quốc gia WMO RA, RS             | Tiền tố callsign ITU RAA-RZZ, UAA-UIZ                         |

## Rwanda
| ISO 3166-1 numeric 646        | ISO 3166-1 alpha-3 RWA | ISO 3166-1 alpha-2 RW              | Tiền tố mã sân bay ICAO HR        |
| Mã E.164 +250                 | Mã quốc gia IOC RWA    | Tên miền quốc gia cấp cao nhất .rw | Tiền tố đăng ký sân bay ICAO 9XR- |
| Mã quốc gia di động E.212 635 | Mã ba ký tự NATO RWA   | Mã hai ký tự NATO (lỗi thời) RW    | Mã MARC LOC RW                    |
| ID hàng hải ITU 661           | Mã ký tự ITU RRW       | Mã quốc gia FIPS RW                | Mã biển giấy phép RWA             |
| Tiền tố GTIN GS1 —            | Mã quốc gia UNDP RWA   | Mã quốc gia WMO RW                 | Tiền tố callsign ITU 9XA-9XZ      |